# Lubna
Lubna (àrab: لبنى, Lubnà), també coneguda com Lubnà de Còrdova o Lubna la Cordovesa (àrab: لبنى القرطبية, Lubnà al-Qurṭubiyya), va ser una intel·lectual andalusina de la segona meitat del segle x, famosa pels seus coneixements en gramàtica i per la qualitat de la seva poesia.
Va ser la secretària del califa de Còrdova al-Hàkam II, gran defensor de la cultura. A la biblioteca de Còrdova, Lubna era l'encarregada de reproduir, escriure i traduir molts manuscrits. També, juntament amb Hasday ibn Xaprut, va ser la impulsora de la creació de la famosa biblioteca de Medina Azahara.
Segons les cròniques àrabs, durant l'època d'al-Hàkam II es podia trobar, en alguns dels ravals de la ciutat, més de 170 dones lletrades, encarregades de copiar llibres, una dada que ofereix una idea de la cultura, així com del paper de les dones durant el regnat d'aquest cultivat califa. A més de Lubna, la història ha conservat el nom de Fàtima, una altra secretaria d'al-Hàkam II.